# Římskokatolická farnost Střezimíř
Římskokatolická farnost Střezimíř je zaniklým územním společenstvím římských katolíků v rámci táborského vikariátu Českobudějovické diecéze.

## O farnosti

### Historie
V roce 1352 existovala v Střezimíři plebánie. Ta později zanikla a Střezimíř byla přifařena k Sedlci. K obnově samostatné farnosti došlo až v roce 1843. Farnost pak až do roku 1993 patřila k pražské arcidiecézi. V uvedeném roce došlo k rozsáhlým úpravám hranic diecézí české církevní provincie, což souviselo se vznikem a následným vymezováním hranic plzeňské diecéze v západních Čechách. Tehdy byla střezimířská farnost převedena z pražské arcidiecéze do českobudějovické diecéze. Farnost byla administrována excurrendo z Chotovin, zanikla dnem 31. prosince 2019. Jejími posledními správci byli P. Ing. Mgr. Jan Kuník CSsR. (2007–2011) a R. D. Vladimír Koranda (2011–2019).

### Současnost
Od 1. ledna 2020 je jejím právním nástupcem Římskokatolická farnost Miličín, která je excurrendo spravovaná R.D. Vladimírem Korandou.
| Kostel               | Místo     | Bohoslužba             | Bohoslužba             | Poznámka                      |
| -------------------- | --------- | ---------------------- | ---------------------- | ----------------------------- |
| Kaple                | Bonkovice | neslouží se pravidelně | neslouží se pravidelně | obecní kaple                  |
| Kostel svatého Havla | Střezimíř | sobota                 | 16.00                  | filiální, bývalý farní kostel |